# Laticauda guineai
Laticauda guineai là một loài rắn trong họ Rắn hổ. Loài này được Heatwole, Busack & Cogger mô tả khoa học đầu tiên năm 2005.

## Hình ảnh

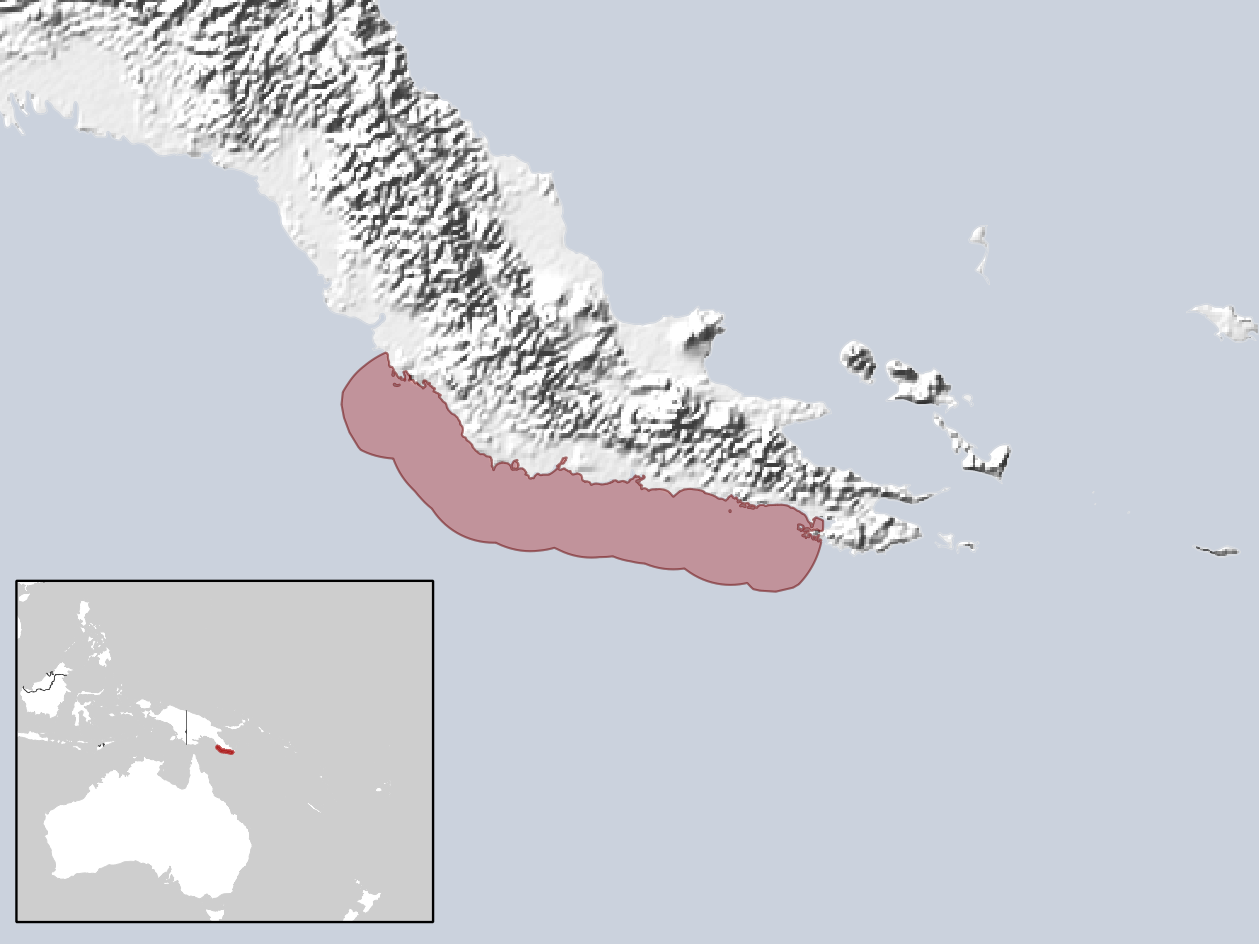